# 源義清 (矢田判官代)
源 義清（みなもと の よしきよ）は、平安時代後期の武将。足利義清。通称は矢田判官代（やたのはんがんだい）。仁木氏、細川氏、戸賀崎氏（戸崎氏）の祖。

## 生涯
足利氏の祖・足利義康の庶長子として誕生。
父・義康は、鳥羽上皇の北面の武士として京都におり、母は鳥羽上皇の后・美福門院に女房として仕えていた。保元2年（1157年）5月、父・義康が死去すると、異母弟・義兼が下野国足利荘の権益を継ぎ、義清は同荘の南隣にある簗田御厨を相続した（「久志本常辰反故集記」）。義清は、義兼と共に、鳥羽上皇と美福門院の子・八条院暲子内親王に判官代（義兼は蔵人）として仕えた。また、上西門院に仕えた。
庶長子である義清は伯父であり岳父の新田義重の猶子となり、上野国八幡荘の矢田郷を獲得したという。
治承4年（1180年）5月、以仁王の挙兵の際、橋合戦で戦死した中に義清の名がある（『山槐記』）。実際には義清はこの合戦に参加していなかったが、平家方から以仁王側であるとみなされていたことを示すとされる。この合戦後、義清の所在は分からなくなる。田中大喜は下野国簗田御厨を逃亡先として挙げ、同年10月半ば頃、上野国に進出してきた源義仲と合流したとする。合流の背景として、義仲の兄・源仲家は八条院に蔵人として仕えていて義清と面識があり、そうした縁があったことを挙げている。
寿永2年（1183年）、義仲軍の上洛の際に源行家や源（多田）行綱と共に京都を包囲し、丹波路から大江山に布陣して京の西方から平氏を追いつめ、7月に義仲と共に入京した。10月になり、都落ちで瀬戸内海の西海を支配していた平氏を追討するべく、義仲の代官（総大将）として海野幸広と共に一軍を率いて京を出発。閏10月1日、備中国浅口郡水島において、大手（正面）の平知盛・重衡、搦手の通盛・教経ら率いる平氏軍と激突した。総大将の義清は船戦に慣れた平氏軍に大敗を喫し、海野幸広や同母弟・義長らと共に矢の雨を浴びせられて壮絶な戦死を遂げた（水島の戦い）。

## 「矢田」について
義清の名字「矢田」の地について、田中大喜は丹波国何鹿郡矢田郷（現・京都府綾部市）と推定している。

## 庶流か否か
義清の戦死により、その子らは源頼朝の信任が篤い異母弟の義兼の家来同様の地位に下がって発展できなかったが、義兼が三河守護に補任されて以後、義清の子孫も三河に進出し、仁木氏・細川氏などが出て南北朝時代に大きく飛躍した。
ただ、義清を庶流と見るのは誤りと思われる。祖父源義国以来の根本所領である下野国簗田御厨を管理し所領としていたことや、討死後に異母弟義兼の配慮で母が所領を与えられて老後を過ごしており庶流の生母にしては厚く遇されていることなどから、元々は家督継承者であったのが木曾義仲に与して戦死したため、頼朝に近い間柄の義兼がその命で相続したものと思われる。
また、上野国八幡荘矢田郷の所領は新田義重との猶子関係・婚姻関係によって獲得したもので元々足利氏の所領ではなかったと言われており、矢田判官代の通称は誤りで、根本所領の簗田御厨に基づき「簗田判官代」とするのが正しいと思われる。
さらに、足利氏の根本所領とされる足利荘（簗田御厨に隣接）も源義家─源為義─源義朝─源頼朝と河内源氏惣領の所領として伝わったもので、その重代の家人で藤原秀郷を祖とする藤姓足利氏が下司職として知行していたものだったが、これが治承・寿永の乱（源平の戦い）で没落した後に源姓足利氏（義兼）が初めて地頭職を獲得したといい、源義康─源義清の時期の本領はまだ簗田御厨であったが、義清が木曾義仲に与して戦死したために子孫に伝わらず、頼朝近親の義兼が新たに足利荘を獲得すると共に簗田御厨も継承したとする研究もある。
ただし、義清の室の兄弟であり娘婿でもある山名義範の名字の地とされる上野国多胡郡（八幡荘）山名郷の隣に矢田郷が存在すること、足利荘や簗田御厨の周辺に義清の子孫が定着しなかったことから、義清は早い時期から足利荘・簗田御厨を離れて矢田郷に拠点を移し、その地域的繋がりから新田・山名氏との縁戚関係や東信濃の滋野氏及び彼らが擁する木曾義仲との軍事的連携が成立したとする説もある。

## 系譜
○出典：『尊卑分脈』
- 父：足利義康
- 母：不明
- 兄弟
  - 義清
  - 義長
  - 義兼
- 生母不明の子女
  - 義範 - 伊豆守、左馬頭、足利小太郎
  - 義縁 - 矢田蔵人
  - 義実 - 広沢判官代
  - 義房 - 矢田蔵人三郎